# Thibaud Chapelle
Thibaud Chapelle (* 9. Mai 1977 in Bron) ist ein ehemaliger französischer Leichtgewichts-Ruderer, der 2000 eine olympische Bronzemedaille gewann.
Der 1,75 m große Chapelle belegte 1996 im Leichtgewichts-Doppelzweier den vierten Platz bei den (inoffiziellen) U23-Weltmeisterschaften, ein Jahr später gewann er eine Bronzemedaille. 1998 bildete er mit Pascal Touron einen Leichtgewichts-Doppelzweier, die beiden erreichten bei den Weltmeisterschaften in Köln den sechsten Platz. Der fünfte Platz bei den Weltmeisterschaften 1999 bedeutete die direkte Olympiaqualifikation. Im Finale der Olympischen Spiele 2000 in Sydney siegten die Polen Tomasz Kucharski und Robert Sycz vor den Italienern Elia Luini und Leonardo Pettinari, anderthalb Sekunden dahinter gewannen Touron und Chapelle die Bronzemedaille. Bei den Weltmeisterschaften 2001 trat Chapelle mit Fabrice Moreau an und gewann hinter Italienern und Polen Bronze. Nach einem 15. Platz im Leichtgewichts-Doppelzweier bei den Weltmeisterschaften 2002 und einem achten Platz im Leichtgewichts-Doppelvierer bei den Weltmeisterschaften 2003 endete Chapelles internationale Karriere.